# ISO 3166-2:TM

Provinzen in Turkmenistan

Die Liste der ISO-3166-2-Codes für  Turkmenistan enthält die Codes für die fünf Provinzen (welaýatlar) und den Hauptstadtdistrikt.

Die Codes bestehen aus zwei Teilen, die durch einen Bindestrich voneinander getrennt sind. Der erste Teil gibt den Landescode gemäß ISO 3166-1 (für  Turkmenistan TM), der zweite den Code für die Provinz wieder.
Die aktuellen Codes stehen auf der Seite der ISO unter #iso:code:3166:TM zur Verfügung.

| Provinz | Code |
| ------- | ---- |
| Ahal    | TM-A |
| Balkan  | TM-B |
| Daşoguz | TM-D |
| Lebap   | TM-L |
| Mary    | TM-M |
| Aşgabat | TM-S |